# C/2014 Q2 (Lovejoy)
C/2014 Q2 (Lovejoy) je dugoperiodičan komet kojeg je 17. kolovoza 2014. otkrio Terry Lovejoy koristeći 20 cm teleskop. U trenutku otkrića sjaj kometa je bio 15. magnitude i nalazio se u južnom zviježđu Krma. Komet C/2014 Q2 je peti komet kojeg je otkrio Terry Lovejoy, australski astronom amater.
Komet je do prosinca 2014. povećao sjaj na magnitudu 7.4 što ga je učinilo vidljivim u malim teleskopima i dvogledima. U drugoj polovici prosinca komet je bilo moguće spaziti golim okom s veoma tamnih lokacija. U noći s 28. na 29. prosinca 2014. komet je prošao samo 1/3 stupnja od kuglastog skupa Messier 79 u zviježđu Zec. Očekuje se kako će komet biti najsjajniji sredinom siječnja, kada će se najviše približiti Zemlji. Komet bi tada trebao sjati 4. ili 5. magnitudom. Pun Mjesec će ometati promatranja do 10. siječnja, ali nakon toga komet bi se trebao moći vidjeti golim okom s tamnijih lokacija podalje od svjetlosnog onečišćenja. Kako će se komet nalaziti visoko na nebu u večernjim satima i u blizini sjajnih zviježđa Oriona i Bika, bit će ga lako pronaći. U danima oko 18. siječnja 2015. komet je prošao blizu Plejada, sjajnog i lakog uočljivog otvorenog skupa. Na fotografijama koje su snimljene u danima oko 15. siječnja vidi se kako je rep kometa dug gotovo 20 stupnjeva.
C/2014 Q2 je prvi komet nakon dugo vremena koji je istodobno sjajan i vidljiv na tamnom noćnom nebu, daleko od Sunca.
Prije prolaska kroz perihel komet je imao period ophoda oko Sunca od oko 11.500 godina, ali zbog gravitacijskih utjecaja planeta nakon prolaska period ophoda će se smanjiti na oko 8.000 godina.

## Vanjske poveznice
- Komet C/2014 Q2 (Lovejoy) na našem nebu